# رووانیمی
رووانیمی (به لاتین: Rovaniemi) شهری در کشور فنلاند و مرکز اداری منطقه لاپلند است. این شهر در شمال فنلاند، نزدیک به مدار شمالگان قرار دارد و جمعیتی در حدود ۶۶ هزار نفر دارد. اگر جمعیت ناحیه اطرافش را هم حساب کنیم، این عدد به حدود ۶۹ هزار نفر می‌رسد. از نظر جمعیت، رووانیمی هفدهمین شهرداری بزرگ فنلاند و دوازدهمین منطقه شهری پرجمعیت این کشور به‌شمار می‌آید.
رووانیمی مرکز اداری و تجاری استان لاپلند – شمالی‌ترین استان فنلاند – و بخش جنوبی آن یعنی پراپوخیولا است. مرکز شهر حدود ۶ کیلومتر پایین‌تر از مدار شمالگان و بین دو تپه «اُناس‌وارا» و «کورکالووارا» قرار گرفته است؛ جایی که رودخانه «کِمی‌یوکی» و شاخه فرعی‌اش «اُناس‌یوکی» به هم می‌پیوندند. رووانیمی پس از شهر اولو، دومین شهر بزرگ شمال فنلاند است و همراه با هلسینکی، از مهم‌ترین مقاصد گردشگری این کشور برای گردشگران خارجی به‌شمار می‌رود. شبکه خبری سی‌ان‌ان در سال ۲۰۲۴ رووانیمی را یکی از بهترین مکان‌های جهان برای جشن گرفتن کریسمس معرفی کرد.
در تاریخ ۱ ژانویه ۲۰۰۶، شهر رووانیمی با شهرداری روستایی اطراف آن (Rovaniemen maalaiskunta) ادغام شد و به یک واحد اداری واحد تبدیل گردید. جمعیت این شهرداری حدود ۶۶ هزار نفر است و ناحیه شهری آن نیز ۵۳٬۳۶۱ نفر جمعیت دارد که در مساحتی حدود ۵۹ کیلومتر مربع پراکنده شده‌اند.
رووانیمی از نظر زبانی تنها به زبان فنلاندی اداره می‌شود (تک‌زبانه است) و برخلاف بسیاری از شهرهای بزرگ فنلاند که در زبان سوئدی نامی متفاوت دارند، در زبان سوئدی هم همان نام فنلاندی "Rovaniemi" را دارد.
نشان رسمی رووانیمی را "تویوو وئورلاً طراحی کرده است. در این نشان، در زمینه‌ای سبز، یک علامت نقره‌ای به شکل "Y" دیده می‌شود که شاخه‌های بالایی‌اش به سمت بالا امتداد دارند، و در گوشه بالایی، شعله‌ای طلایی قرار دارد. این نشان در تاریخ ۱۵ اوت ۱۹۵۶ به تصویب شورای شهرداری روستایی رووانیمی رسید و در ۲۶ اکتبر همان سال، وزارت کشور فنلاند آن را به‌طور رسمی تأیید کرد.

## ریشه نام و تاریخچه
نام «رووانیمی» ترکیبی است از دو بخش: «رووا» که احتمالاً ریشه‌ای زبان‌های سامی (اورالی) دارد و در زبان سامی شمالی roavve به معنای تپه یا برآمدگی جنگلی یا محل آتش‌سوزی قدیمی در جنگل است؛ و «نیِمی» که در زبان فنلاندی به‌معنای «دماغه» یا پیش‌آمدگی خشکی در آب است. این شهر در زبان‌های سامی رایج در فنلاند نام‌های متفاوتی دارد: در سامی ایناری Ruávinjargâ، در سامی شمالی Roavenjárga و Roavvenjárga، و در سامی اسکولت Ruäʹvnjargg خوانده می‌شود.

## تاریخچه
نشانه‌هایی از فعالیت‌های کشاورزی، به‌ویژه شیوه سنتی «برش و سوزاندن»، به بازه زمانی حدود ۷۵۰ تا ۵۳۰ پیش از میلاد بازمی‌گردد. از حدود سال ۵۰۰ میلادی، شواهدی از حضور فزاینده مسافران و مهاجران از نواحی مختلف مانند کارلیا (در شرق)، هامه (در جنوب) و سواحل اقیانوس منجمد شمالی (در شمال) به این منطقه دیده می‌شود. مردم سامی، بومیان تاریخی منطقه لاپلند (ساپمی)، ساکنان اصلی این سرزمین به‌شمار می‌روند.
رووانیمی نخستین‌بار در سال ۱۴۵۳ میلادی در اسناد رسمی ذکر شده است. در آن زمان، این منطقه شامل چند روستای کوچک بود که ساکنانش بیشتر به کشاورزی و دامداری مشغول بودند و ماهیگیری و شکار نیز نقش مهمی در زندگی اقتصادی آن‌ها داشت.
در قرن نوزدهم، بهره‌برداری از منابع طبیعی لاپلند، از جمله جنگل‌داری و تب طلا، باعث رشد سریع رووانیمی شد و هزاران نفر را به منطقه کشاند. با توسعه معدن‌کاری و صنایع مرتبط، رووانیمی به مرکز بازرگانی استان لاپلند تبدیل شد.
در ۲۷ ژوئن ۱۹۲۸، با صدور فرمان تأسیس شهر، رووانیمی از شهرداری روستایی قدیمی جدا شد و از اول ژانویه ۱۹۲۹ به‌عنوان یک «شهر بازار» (بازارچه شهری) به رسمیت شناخته شد.

### جنگ جهانی دوم
در جریان جنگ جهانی دوم، فنلاند در تاریخ ۱۹ سپتامبر ۱۹۴۴ پیمان آتش‌بس مسکو را امضا کرد که بر اساس آن موظف شد نیروهای متحد پیشین خود، یعنی آلمان نازی، را از خاک خود بیرون کند. در نتیجه، در «جنگ لاپلند»، نیروهای آلمانی هنگام عقب‌نشینی به‌سوی شمال، از تاکتیک «زمین سوخته» استفاده کردند. در ابتدا، ژنرال آلمانی «لوتار رندولیک» دستور داده بود تنها ساختمان‌های دولتی در شهر رووانیمی نابود شوند، اما در ۱۳ اکتبر ۱۹۴۴، دستور جدیدی صادر شد که به‌موجب آن، تمامی ساختمان‌های شهر – به‌جز بیمارستان‌ها و خانه‌هایی که در آن‌ها ساکن بودند – باید تخریب می‌شدند.
در جریان این تخریب‌ها، یک قطار حامل مهمات در ایستگاه راه‌آهن رووانیمی منفجر شد و آتش ناشی از آن، خانه‌های چوبی شهر را طعمه خود کرد. این حادثه تلفات زیادی برای نیروهای آلمانی به‌دنبال داشت، عمدتاً بر اثر ترکش‌های شیشه. یک یگان تکاوری فنلاندی ادعا کرد که این قطار را منفجر کرده و ممکن است همین انفجار علت اصلی ویرانی شهر بوده باشد، اگرچه در آن زمان علت حادثه مشخص نبود و بسیاری آن را نتیجه دستور مستقیم رندولیک می‌دانستند. در جریان این رویدادها، حدود ۹۰ درصد ساختمان‌های رووانیمی نابود شدند.
در فاصله ۱۹ کیلومتری از رووانیمی، گورستانی آلمانی وجود دارد که سربازان کشته‌شده در نبردهای لاپلند در آن دفن شده‌اند.
هرچند منطقه رووانیمی از دوران عصر سنگ همواره محل سکونت انسان بوده، اما به دلیل ویرانی‌های گسترده جنگ جهانی دوم، امروز تعداد بسیار کمی از ساختمان‌های قدیمی‌تر از سال ۱۹۴۴ در شهر باقی مانده‌اند.
پس از جنگ، شهر از نو ساخته شد و طراحی شهری آن با مشارکت معمار برجسته فنلاندی، آلوار آلتو، انجام گرفت. او نقشه شهر را به‌گونه‌ای طراحی کرد که نمای کلی آن شبیه سر یک گوزن شمالی باشد: خیابان‌های اصلی به‌صورت شاخ‌های گوزن و ورزشگاه شهر در جایگاه چشم آن قرار گرفت.